# 聂荣镇
聂荣镇是中国西藏自治区那曲地区聂荣县下辖的一个镇。

## 行政区划
聂荣镇下辖以下地区：
塔杰社区、团结社区、扎西社区、促巴村、查荣村、卡莫村、罗普村、帮果村、果娘村、色康村、嘎青村、格那村和拉根村。